# خوان خاویر اسپینوزا
خوان خاویر اسپینوزا (انگلیسی: Juan Javier Espinosa; ۲ دسامبر ۱۸۱۵ – ۴ سپتامبر ۱۸۷۰) سیاستمدار، و وکیل اهل اکوادور بود. او به عنوان نهمین رئیس‌جمهور اکوادور خدمت کرد.